# Gulag: A History
Gulag: A History, cũng được gọi với tên khác là Gulag: A History of the Soviet Camps  là một cuốn sách viết về các trại cải tạo lao động của Liên Xô. Được viết bởi tác giả Anne Applebaum và xuất bản năm 2003 bởi nhà xuất bản Doubleday. Cuốn sách đạt Giải Pulitzer cho tác phẩm phi hư cấu nói chung và giải Duff Cooper cùng năm 2004.
Cuốn sách kể về lịch sử, hệ thống các trại lao động từ những giai đoạn đầu tiên ở Trại cải tạo Solovki và hệ thống Kênh Bạch Hải-Ban Tích rồi bùng nổ qua cuộc Đại thanh trừng và Chiến tranh thế giới thứ hai, nó suy tàn dần dần sau cái chết của Iosif Stalin và chính thức đóng cửa vào những năm 1980. Phần lớn cuốn sách kể về những sự sống chết của những người sống tại những trại lạo động này, bao gồm việc bắt bớ, tra tấn, giam cầm, vận chuyển, cùng những chi tiết về công việc và điều kiện sống của họ, bao gồm sự đói khổ lẫn bệnh tật, và hoàn cảnh cái chết của họ. Tư liệu cuốn sách gồm những tài liệu từ thời kỳ Liên Xô và những trang nhật ký của những người còn sống sót.